# 康乃馨革命
康乃馨革命（葡萄牙語：Revolução dos Cravos；英語：Carnation Revolution），又称四二五革命（25 de Abril），指葡萄牙首都里斯本於1974年4月25日发生的一次軍事政变。
第二次世界大戰後，殖民帝國英國及法國等紛紛自願或被迫放棄其殖民地；葡萄牙的萨拉查軍政權卻拒絕放棄其殖民地，因此它仍然維持著相对龐大的殖民帝國。葡萄牙憑藉加入美國领導的北約，嘗試抵抗殖民地發起的去殖民地化浪潮，並因此爆發了殖民戰爭（1961年-1974年）。
長久的戰爭和龐大的軍費，令萨拉查军政權失去了很多葡萄牙人民，特別是中下級軍官的支持。這些中下級軍官組成了「武裝部隊運動」，於1974年4月25日在里斯本發起政變，期間並有很多平民自發參與。在政变期间，民眾將康乃馨插在軍人們的步槍上，康乃馨革命便由此而来。此革命推翻了20世纪西欧统治时间最长的独裁政权（42年），时任葡萄牙总统阿梅里科·托马斯和时任葡萄牙总理马尔塞洛·卡埃塔诺下台，之后引发了两年混乱的「过渡时期」，政府更替頻繁，10年內更換15個總理。此後政府宣佈實行非殖民化政策，放棄海外殖民地，導致世界各殖民地紛紛脫離葡國統治獨立。然而因撤離時未有善后，前殖民地莫三比克、安哥拉獨立後隨即爆發多年内戰，葡萄牙被迫收容多達100萬葡裔難民（在葡萄牙称之为「歸僑」）。
与普通暴力革命相对比，葡萄牙康乃馨革命者及軍方採用和平方式来达成目标，而没有经过大规模的暴力冲突获得成功。為紀念此日，葡萄牙把4月25日定为自由日。

## 背景
从1961年，葡萄牙在非洲的殖民地（包括莫桑比克、刚果、安哥拉、几内亚）就开始爆发独立运动，与葡萄牙殖民军展开斗争，为此萨拉查和卡埃塔诺的选择就是把越来越多的预算用于殖民管理和军事开支，导致葡萄牙在国际上日趋孤立，内部反对声浪不断，并遭遇国际制裁。
到70年代初，葡萄牙的军队已经无法继续维持下去，而且也看不到任何政治调解的方案。长期的战争导致葡萄牙国内陷入舆论两极分化，左翼的学生和反战活动家通过非法移民（到美国和法国）来躲避征兵，而右翼激进分子则希望在新法西斯主义和革命民族主义的指导下，继续维持葡萄牙帝国专制政权。
在这种大环境下，武装部队运动从1974年2月开始运作，他们的目标是将葡萄牙从新国家体制中解放出来，并且挑战新的军事法。这个组织的主要成员是下级军官和年轻的军事学院毕业生，他们之间完成了一个简短但有效的培训课程。

## 过程
1974年2月，总理卡埃塔诺与斯皮诺拉在军官晋升法则和葡萄牙殖民政策方面的分歧越来越大，最终卡埃塔诺决定解除斯皮诺拉在葡属几内亚军队的指挥权。两者决裂后，几位反对继续殖民战争的军官立刻组成了武装部队运动，策划以军事政变的方式推翻现政府。武装部队运动的领导人是维克托·阿尔维斯、奥特洛·萨赖瓦·德卡瓦略以及后来加入的萨尔盖罗·迈亚。这个组织同时也得到了其他支持斯皮诺拉和军事民主化改革的军官的支持。也有人推测，后来当选总统的弗朗西斯科·达科斯塔·戈麦斯才是运动的真正领导者。
政变有2个秘密的信号，首先是4月24日晚上10点55分里斯本电台（Emissores Associados de Lisboa）播放了保罗·德·卡瓦略的《在再见之后》（E depois do adeus，也是欧洲歌唱大赛的曲目），这提醒军官和士兵开始进行政变。第二个信号是4月25日凌晨的0点20分，由文艺复兴电台（Rádio Renascença）播放《格兰多拉，黑城》（Grândola, Vila Morena，泽卡·阿方索的作品，当时他的作品已经被当局禁止播放），通过这两首曲子武装部队运动释放出彻底接管本国政权的信号。
6个小时后，卡埃塔诺政府被迫做出让步。武装部队运动在广播中呼吁平民呆在家中，但是仍然有数千名葡萄牙人走上街头与政变军人走在一起，为他们提供支持。特别有纪念意义的是在里斯本花卉市场，一些政变士兵将康乃馨插入到他们的枪管之中，这个画面通过电视向全世界播放，因此这次革命得名为“康乃馨革命”。虽然在政变开始前并没有出现大规模的游行示威，但是平民的自发参与将这场革命定位为“由激进的军官、士兵、工人和农民领导的大众革命，用社会主义和民主的语言推翻了陈旧的萨拉查独裁统治。”
卡埃塔诺在里斯本宪兵和国家共和卫队的总部寻求避难，这座建筑被武装部队运动团团包围，迫使他将权力转交给斯皮诺拉将军。之后，卡埃塔诺和总统阿梅里科·托马斯流亡巴西。卡埃塔诺在那里度过余生。邻国西班牙也在密切关注这场革命，因为政府以及反对派也在筹备独裁者佛朗哥死后的政治格局。弗朗哥本人则是在第二年去世，西班牙随即也走上了民主转型的道路。
在政变当日，有四名平民被安全总局下属的政府军士兵射杀，涉案人员被武装部队运动逮捕。

## 后续
政变之后，葡萄牙政权由救国军政府所控制，经历了短时间的政治动荡。这段时间被称为“正在推进的革命进程”（葡萄牙语：Processo Revolucionário Em Curso，缩写：PREC）。
以斯皮诺拉将军（革命后就任总统）为代表的保守势力和武装部队运动激进分子矛盾开始激化，两者公然进行对抗，最终斯皮诺拉被迫任命武装部队运动的关键人物担任高级安全职务。右翼军人试图发动一场反政变，但未能成功，反而导致斯皮诺拉被解职（本人流亡到巴西）。武装部队运动内部同样出现矛盾，左翼（与葡萄牙共产党关系密切）和温和派（与社会党结盟）之间爆发严重内讧，最终导致武装部队运动分裂和解体。
PREC的阶段一直持续到1975年11月25日再次发生亲共产主义政变和温和派的反政变（温和派获得最终胜利），导致自由民主派和共产主义者之间不断发生摩擦。葡萄牙的第一次自由选举在革命的一周年，即1975年4月25日举行，并制定新宪法，取代了新国家体制下的1933年宪法。1976年再次进行选举，最终由马里奥·苏亚雷斯领导的社会党政府成功执政。

## 對殖民地的影響

康乃馨革命前葡萄牙本土（鮮紅色）和於非洲的葡屬殖民地（深紅色）：安哥拉、莫桑比克、葡屬幾內亞、佛得角和聖多美和普林西比

### 非洲
葡萄牙王國曾據有的殖民地，如非洲的安哥拉和莫三比克等地，自從葡萄牙當局在康乃馨革命爆發後宣布非殖民化，容許殖民地獨立，葡萄牙政府與駐軍不像英國、法國一樣有序撤出並讓前殖民地保留殖民地法律，造成非洲前葡屬殖民地一獨立就陷入權力真空，各派系與被捲入的周遭鄰國爆發了內戰(莫三比克內戰、安哥拉內戰)；尤其是安哥拉內戰，交戰雙方分別獲得古巴（左派游擊隊）和南非（右翼殖民政府）的支持，一度加劇了內戰情勢。

### 東帝汶
由於康乃馨革命的影響，葡萄牙政府宣布放棄所有海外葡屬殖民地，其中包含東帝汶。
但當東帝汶的葡萄牙駐軍撤出之後，印尼的軍政府在未得到葡萄牙同意下趁勢派兵、強行侵占東帝汶；由於受到葡萄牙文化的深遠影響，信奉天主教的東帝汶人對以伊斯蘭教为主的印尼社會及印尼軍人政權的獨裁统治產生了強烈的反抗意識，進而爆發了長達24年的獨立鬥爭，直至1998年蘇哈托倒台；東帝汶於1999年通過獨立公投，並於2002年正式獨立、同時加入聯合國。但因印尼的反對和新加坡的擔憂，東帝汶在當時無法直接加入東盟，只能繼續尋找鄰國協助以符合相關條件與要求。

### 澳門
1557年，葡萄牙進攻廣州失利後，明朝當局准许葡萄牙人在澳門暂时居住。而直至1887年，葡萄牙政府與清朝政府簽訂了有效期為40年的《中葡和好通商條約》，1928年期滿失效後，澳門成為葡萄牙「永居管理」之地。
1975年，葡萄牙临时政府宣佈放棄所有海外殖民地，以“给予殖民地自由”方式打算把澳门归还中国。雖然中華人民共和國政府以及親共派於澳門發生一二·三事件後掌控了澳門的行政事務，但中华人民共和国當時尚未与葡萄牙建立外交关系，加上为防止澳门及香港走向独立，故此以“拒绝按照殖民地方式处理香港、澳门回归问题的基本原则”拒绝接收，而將澳門視為特殊地區。原本葡萄牙軍隊在澳門有駐軍，而葡國駐澳軍隊在1974年康乃馨革命爆發後在1975年12月31日全部撤出，澳門於1976年1月自立軍事化保安部隊，中國當時仍拒絕承認葡萄牙的左翼軍政府，加上如同香港一樣，中國希望繼續對澳門作長期利用，並不希望立即收回澳門主權。1976年，《澳門組織章程》和《葡萄牙共和國憲法》先後頒佈，承認澳門是“葡萄牙管治下的中國領土”。葡萄牙維持對澳門的統治直至1999年12月19日。
1979年中葡建交，之後在中葡談判後，於1988年葡中雙方簽訂《中葡聯合聲明》，確認澳門治權於1999年12月20日回歸中國。

## 遗产
1962年11月5日里斯本修建了著名的4月25日大桥，实际上在1966年建成通车的时候，它的名字是以当时的独裁者兼总理安东尼奥·德·奥利维拉·萨拉查命名的，即“萨拉查大桥”。1974年康乃馨革命之后，这座桥正式更名为4月25日大桥以纪念这场革命。从桥的主柱上面把“Salazar（萨拉查）”的标志拆下并涂上“25 de Abril（4月25日）”的电影画面被记录了下来。
除了这座大桥以外，其他很多葡萄牙的街道和广场都被命名为“vinte e cinco de Abril（即4月25日）”。
4月25日也是葡萄牙的国定假日——自由日，由国家发起并自发纪念革命后取得的公民自由和政治自由。除了在1974年的革命之外，在1975年的同一天，葡萄牙举行了民主政体下的第一次选举。
澳門回歸前，澳門市政廳把南灣湖兩處街道命名為四月二十五日前地（Praceta 25 de Abril）及四月二十五日街（Rua 25 de Abril），同时自由日也是澳門公眾假期；主權移交後被取消，以澳門特別行政區成立紀念日取而代之。

### 民主化分界點
美國哈佛大學政治系教授杭廷頓將1974年4月25日的葡萄牙革命，1974年7月24日希腊军政府的垮台，连同1975年11月20日西班牙國佛朗哥法西斯政权的结束，視為第二波民主化與第三波民主化之間的分界點，因為此時歐洲非共產主義的國家都已经全面民主化。

## 參见
- 四月的上尉
- 葡萄牙殖民地

## 延伸阅读
- Barker, Collin. Revolutionary Rehearsals. Haymarket Books. First Edition, 1 December 2002. ISBN 1-931859-02-7.
- Phil Mailer, Portugal: The Impossible Revolution? （页面存档备份，存于） (All sixteen chapters and the introduction by Maurice Brinton（英语：Maurice Brinton）)
- Ferreira, Hugo Gil, and Marshall, Michael William. "Portugal's Revolution: 10 years on". Cambridge University Press, 303 pages, 1986. ISBN 0-521-32204-9
- Green, Gil. Portugal's Revolution. 99 pages. International Publishers. First Edition, 1976. ISBN 0-7178-0461-5.
- Mailer, Phil. Portugal: The Impossible Revolution? PM Press. 2nd ed. 2012. ISBN 978-1-60486-336-9
- Maxwell, Kenneth（英语：Kenneth Maxwell）, 'Portugal: "The Revolution of the Carnations", 1974–75', in Adam Roberts（英语：Adam Roberts (scholar)） and Timothy Garton Ash (eds.), Civil Resistance and Power Politics: The Experience of Non-violent Action from Gandhi to the Present. Oxford & New York: Oxford University Press, 2009, pp. 144–161. ISBN 978-0-19-955201-6.
- Wise, Audrey. Eyewitness in Revolutionary Portugal. Bertrand Russell Peace Foundation for Spokesman Books, 72 pages, 1975
- Wright, George. The Destruction of a Nation: United States Policy Towards Angola Since 1945, ISBN 0-7453-1029-X